# Heteroscotia
Heteroscotia là một chi bướm đêm thuộc họ Erebidae.